# Ignatius van der Beken

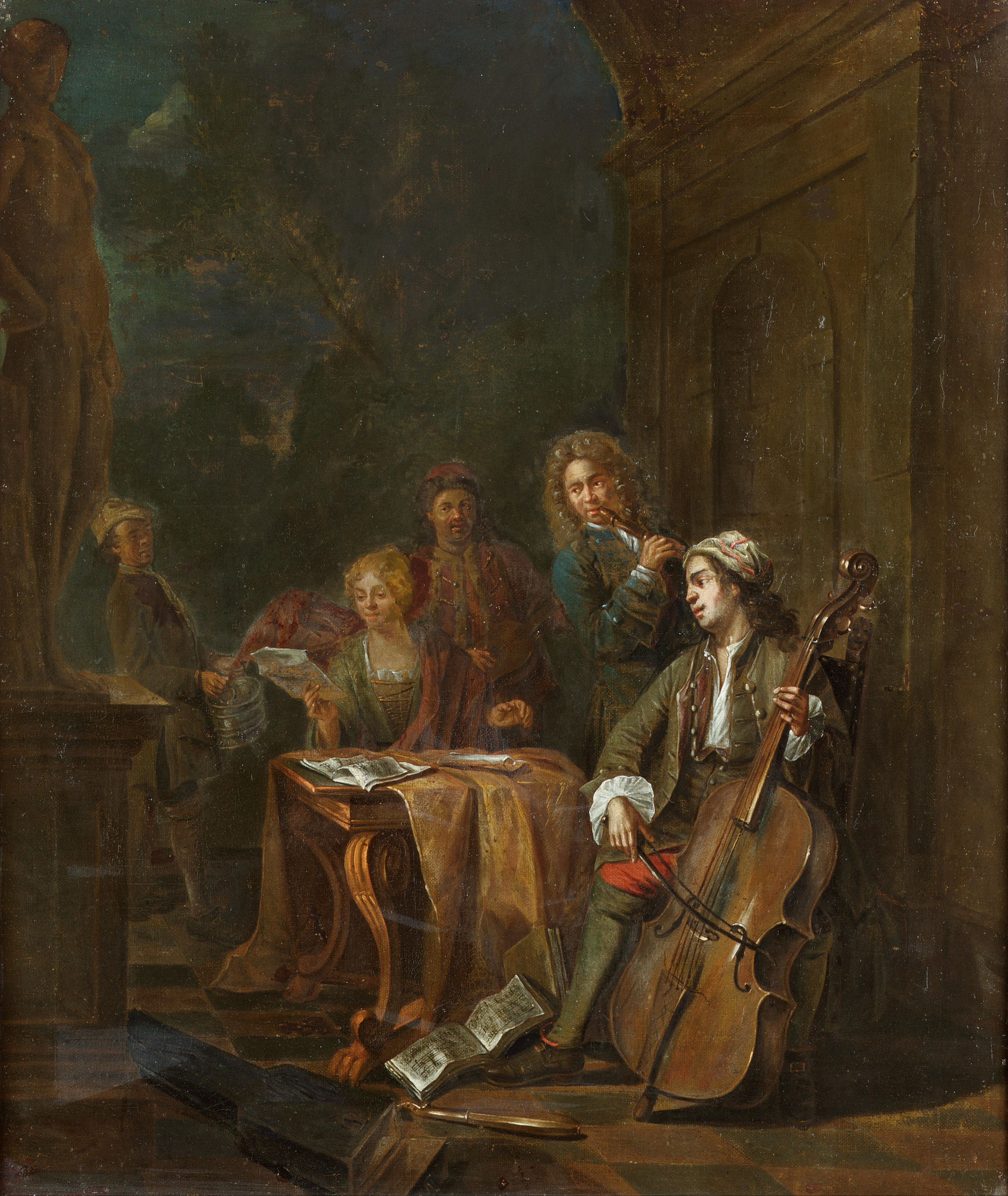
Eine musikalische Gesellschaft

Ignatius van der Beken, auch Ignace van der Beken und Ignatius van der Becken (* 11. Dezember 1689 in Antwerpen; † 7. Juni 1774 ebenda), war ein flämischer Genre-, Porträt- und Stilllebenmaler. Er war eine Zeit lang Hofmaler des pfälzischen Kurfürsten Johann Wilhelm.

## Leben
Van der Beken war im Jahr 1701 ein Schüler von Willem van Herp dem Jüngeren (1657–1729). 1712 ging er nach Düsseldorf an den Hof des pfälzischen Kurfürsten Johann Wilhelm.
Er kehrte nach Antwerpen zurück, wo er in der Periode 1716/1717 wieder als Meister in der St.-Lukas-Gilde eingetragen war. In den Jahren 1716, 1722, 1723, 1738, 1743, 1744 und 1749 fungierte er als Dekan der Antwerpener St.-Lukas-Gilde und hatte damit eine einflussreiche Stellung in der Künstlerschaft seiner Vaterstadt, die ab 1714 zu den Österreichischen Niederlanden gehörte. 1733 porträtierte er in Mainz den Erzbischof, Erzkanzler und Kurfürsten Philipp Karl von Eltz-Kempenich.
Er war der Lehrer von Clemens-Augustinus Everaerts und Guiglielmus Vasel.

## Arbeiten
Van der Beken schuf Gesellschafts- und Familienporträts im galanten Stil seiner Zeit. Er malte auch Stillleben. Es ist auch dokumentiert, dass er als Porträtmaler gearbeitet hat, aber diese Werke sind verloren gegangen. Er ist für Gruppen von Genredarstellungen bekannt (vier Beispiele im Statens Museum for Kunst, Kopenhagen), die in einer begrenzten Palette und in gedeckten Farben ausgeführt sind.
Blumenstillleben von ihm stehen dem Stil von Jan Baptist Bosschaert nahe.

## Galerie

Beispiele
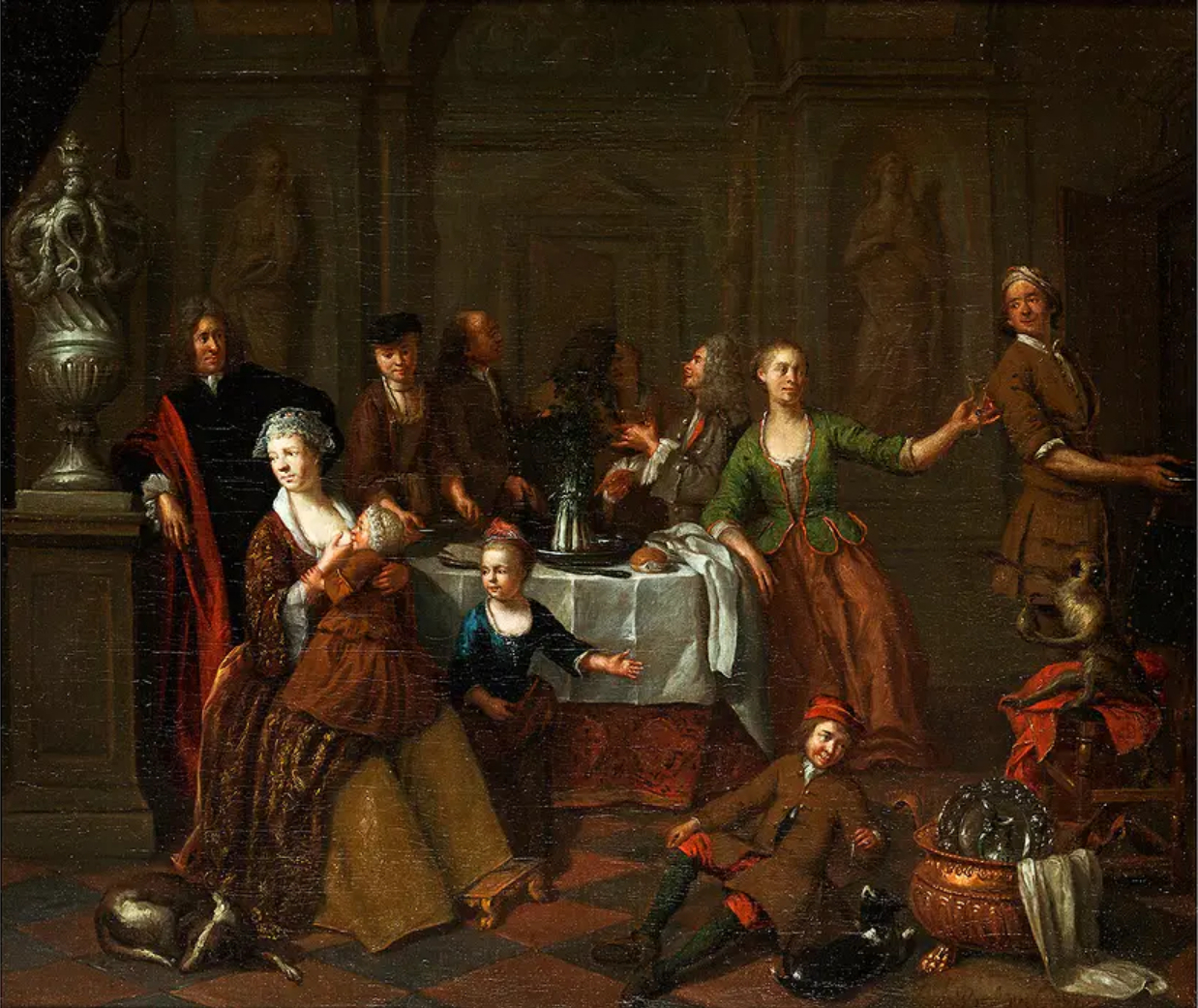
Elegante Gesellschaft bei einer Mahlzeit
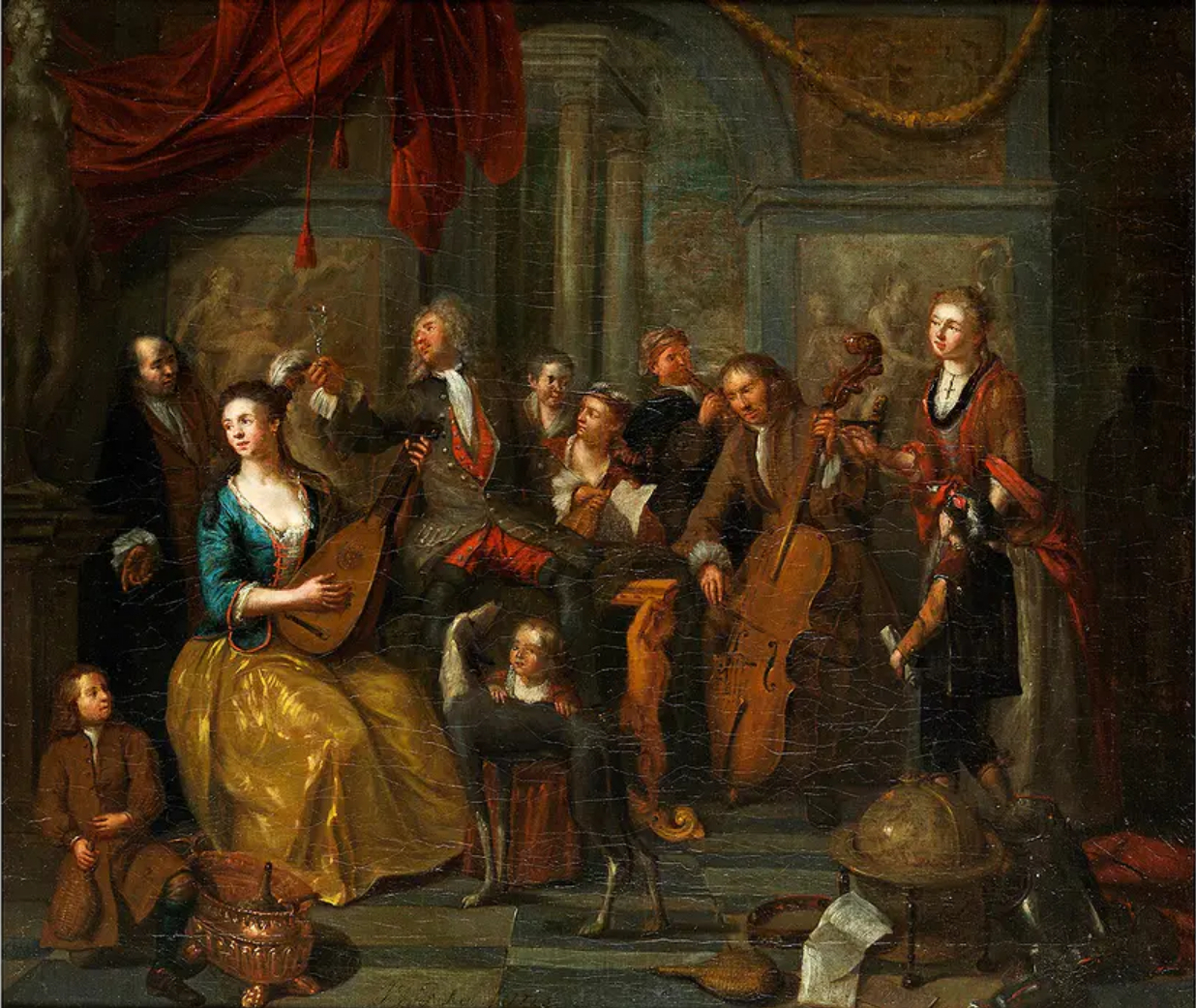
Elegante Gesellschaft mit musikalischer Unterhaltung
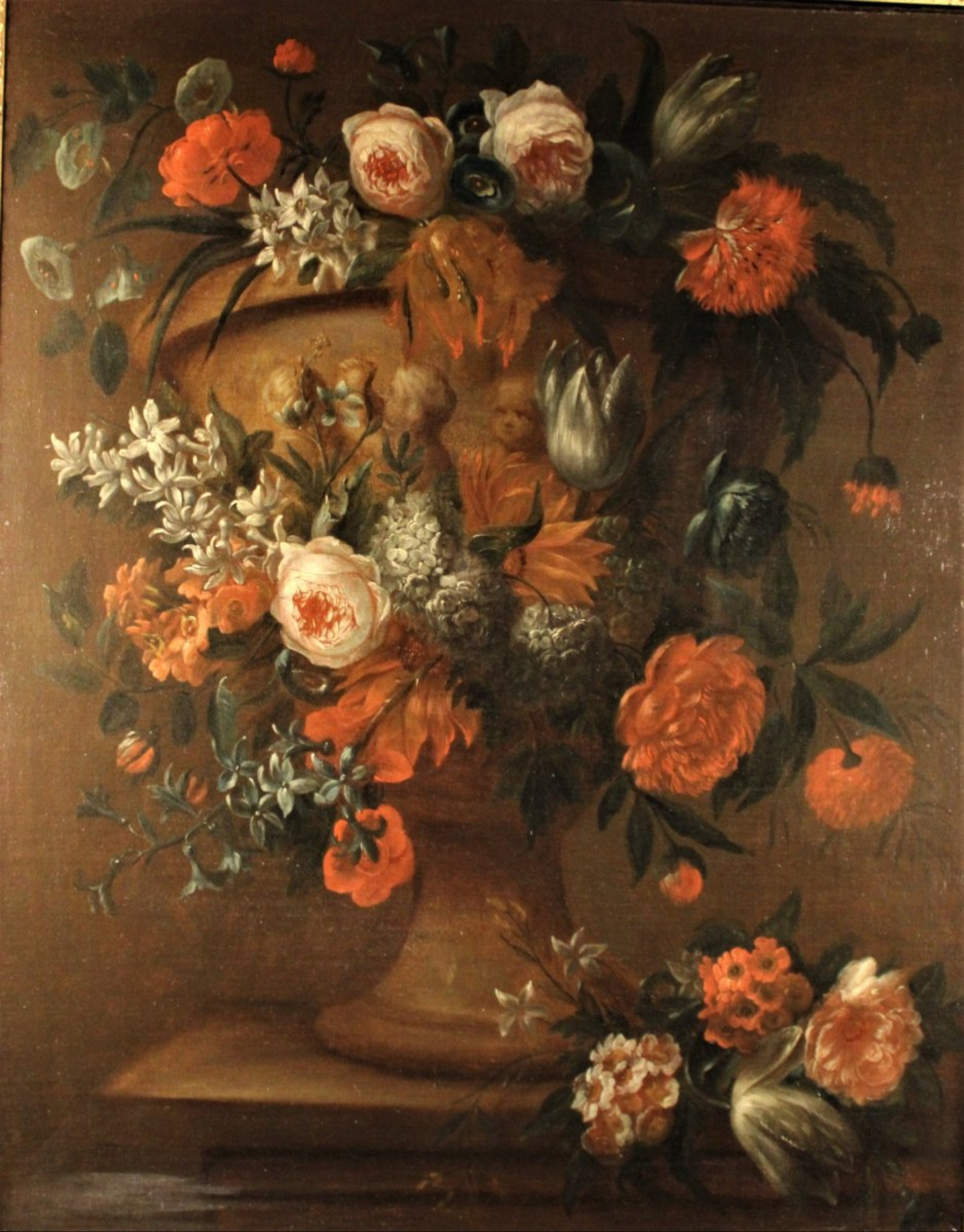
Vase mit Blumen